# Камала Хан
Кама́ла Хан (англ. Kamala Khan) — супергероиня, появляющаяся в американских комиксах издательства Marvel Comics. Будучи созданной Саной Аманат, Стефаном Уокером, Дж. Уиллоу Уилсон и Адрианом Альфоной, Камала является первым мусульманским персонажем Marvel, чьё имя вынесено в заголовок комикса. Первое появление Камалы состоялось в Captain Marvel #14 (Август, 2013), прежде чем она стала главной героиней сольной серии Ms. Marvel, выпущенной в феврале 2014 года.
Во вселенной Marvel Камала представляет собой девушку-подростка пакистано-американского происхождения из Джерси-Сити, обладающую способностью деформировать своё тело. В период после событий сюжетной линии Inhumanity она обнаруживает свои нечеловеческие гены и принимает псевдоним «Мисс Ма́рвел» от своего кумира Кэрол Денверс, когда та становится Капитаном Марвел. Объявление Marvel о назначении мусульманского персонажа во главе сольной серии комиксов было встречно с широким одобрением и Первый коллекционный том этой серии «Ms. Marvel Volume 1: No Normal» выиграл в 2015 году премию Хьюго как лучшая графическая история.

## История публикаций
В ноябре 2013 года Marvel Comics анонсировали, что Камала Хан, американский подросток мусульманского происхождения из Джерси-Сити, станет главным героем серии комиксов Ms. Marvel, которая начнётся в феврале 2014 года. Серия, сценаристом которой выступила Дж. Уиллоу Уилсон, а художником — Адриан Альфона, стала первым случаем, когда имя персонажа-мусульманина было вынесено в заголовок комикса издательства Marvel. Тем не менее, Ноэлин Кларк из Los Angeles Times отметила, что Камала не являлась первым персонажем мусульманского происхождения в комиксах, ссылаясь на Саймона База, Пыль и Эм. Концепция Камалы Хан была придумана во время разговора между Самной Аманат и Стивеном Уокером, редакторами Marvel. Аманат сказала: «Я рассказывала Стиву всякие нелепые истории о своем детстве в Америке, и ему это показалось невероятно смешным». Двое затем рассказали Уилсон о концепции и та изъявила желание принять участие в проекте. По словам Аманат, серия была создана из «желания исследовать мусульманскую-американскую диаспору с подлинной точки зрения». Аманат сказала, что дизайн костюм Камалы был основан на Шальвар-камизе. Авторы хотели, чтобы костюм передавал культурную идентичность персонажа, однако отказались от хиджаба. Также Аманат заявила, что по их задумке Камала не должна была быть похожа на «секс-сирену», чтобы обратиться к более вокальной женской аудитории.
При создании молодой мусульманской девушки Marvel раздумывали о выборе места её происхождения. Уилсон изначально хотела сделать из Камалы арабку из Дирборна, штат Мичиган, но затем было принять решение остановиться на варианте с девушкой-деси из Джерси-Сити. Город, расположенный на западном берегу реки Гудзон, был назван «Шестым Боро» Нью-Йорка. Из-за этого он был тесно связан с личностью Камалы и стал важной частью её приключений, так как большинство историй Marvel разворачивались в Манхэттене.
Серия показывает не только конфронтацию Камалы с суперзлодеями, но также раскрывает её конфликты с семьёй и религиозными обязанностями. Уилсон, обращённая в ислам, сказала: «Но это же не религиозная проповедь. Для меня было очень важно изобразить героиню в поисках своей религии». Уилсон продолжила: «Её брат очень консервативен в своих убеждениях, её мать боится, что дочь дотронется до мальчика и забеременеет. Её отец хочет, чтобы она сосредоточилась на учебе и стала доктором».
В марте стало известно, что Камала Хан примет участие в событиях Civil War II. Marvel выпустили рекламный материал, демонстрирующий разрыв между Камалой и Денверс. В июле Marvel объявили, что Камала присоединится к Чемпионам, команде подростковых супергероев, которые покинули Мстителей после завершения Второй Гражданской войны. Сценаристом серии выступил Марк Уйэд, в то время как она была проиллюстрирована Умбертом Рамосом. В состав команды вошли: Камала Хан, Человек-паук (Майлз Моралес), Нова (Сэм Александр), Халк (Амадей Чо), Вив Вижен и юная версия Циклопа.
В августе, Камала появилась в Moon Girl and Devil Dinosaur #10, от сценаристов Эми Ридер и Брэндона Монтклэра. В этом выпуске, Камала выступает в роли наставника Лунной девушки (Лунеллы Лафайетт), который также является молодым Нелюдем, обнаружевшим свои силы. Аманат заявила, что Камала видит себя в Лафайетт, и обучая её, многое о узнаёт о себе.
В ноябре Marvel объявили, что Камала присоединится к новому воплощению Секретных воинов в серии сценариста Мэттью Розенберга и художника Хавьер Гаррона, которая планируется к выпуску в мае 2017 года. Команда была образована в результате последствий событий Inhumans vs. X-Men и в её состав вошли: Дрожь, Карнак, Лунная девушка и Дьявольский динозавр. По словам Розенберга, в команде будет разворачиваться конфликт между участниками: «Мисс Марвел и Дрожь действительно будут бороться друг с другом за место лидера различными способами, в то время как Лунная девушка продолжит полагаться лишь на себя. После этих испытаний они осознают, что в конце концов являются супергероями и объединят усилия».

## Коллекционные издания
Мягкая обложка
| Название                            | Охваченный материал                                                  | Дата публикации  | ISBN                |
| ----------------------------------- | -------------------------------------------------------------------- | ---------------- | ------------------- |
| Ms. Marvel Volume 1: No Normal      | Ms. Marvel Vol. 3 #1-5, материал из All-New Marvel NOW! Point One    | 28 октября, 2014 | ISBN 978-0785190219 |
| Ms. Marvel Volume 2: Generation Why | Ms. Marvel Vol. 3 #6-11                                              | 24 марта, 2015   | ISBN 978-0785190226 |
| Ms. Marvel Volume 3: Crushed        | Ms. Marvel Vol. 3 #12-15, материал из SHIELD #2                      | 23 июня, 2015    | ISBN 978-0785192275 |
| Ms. Marvel Volume 4: Last Days      | Ms. Marvel Vol. 3 #16-19, материал из Amazing Spider-Man vol. 3 #7-8 | 24 ноября, 2015  | ISBN 978-0785197362 |
| Ms. Marvel Volume 5: Super Famous   | Ms. Marvel Vol. 4 #1-6                                               | 12 июля, 2016    | ISBN 978-0785196112 |
| Ms. Marvel Volume 6: Civil War II   | Ms. Marvel Vol. 4 #7-12                                              | 27 декабря, 2016 | ISBN 978-0785196129 |

Твёрдая обложка
| Название                    | Охваченный материал | Дата публикации  | ISBN                |
| --------------------------- | --- | ---------------- | ------------------- |
| Ms. Marvel Volume 1         | Ms. Marvel Vol. 3 #1-11, материал из All-New Marvel NOW! Point One                                                             | 25 августа, 2015 | ISBN 978-0785198284 |
| Ms. Marvel Volume 2         | Ms. Marvel Vol. 3 #12-19, Annual 1, Amazing Spider-Man vol. 3 #7-8                                                             | 29 апреля, 2016  | ISBN 978-0785198369 |
| Ms. Marvel Omnibus Volume 1 | Ms. Marvel Vol. 3 #1-19, Annual 1, Amazing Spider-Man vol. 3 #7-8, S.H.I.E.L.D. #2 и материал из All-New Marvel NOW! Point One | 1 ноября, 2016   | ISBN 978-1302902018 |
| Ms. Marvel Volume 3         | Ms. Marvel Vol. 4 #1-12 | 20 июня, 2017    | ISBN 978-1302903619 |

## Приём

### Первоначальная реакция
Объявление Marvel было встречено с широким одобрением. Фатима Факраи, основатель Muslimah Media Watch, разнообразной пропагандистской группы, в своём интервью с Al Jazeera America заявиа, что «Она [Камала] станет окном в американско-мусульманском опыте», и что она «нормализует эту идею американского опыта как мусульманка». Бретт Уайт из Comic Book Resources сказал: «Введением Камалы Хан, дочери пакистанских иммигрантов, живущих в Джерси-Сити, Marvel показали ещё раз, что они хотят включить в свою аудиторию те группы американского населения, которым ещё предстоит вдохновиться их героями». В своём сообщении для CNN Хусейн Рашид сказал: «Персонаж Камалы Хан имеет возможность внести что-то новое в мусульманскую поп-культуру. Она родилась в Соединённых Штатах, по-видимому являясь частью поколения жившего после событий 11 сентября, а также подростком». Муааз Хан из The Guardian сравнил Камалу Хан с Малалой Юсуфзай и заявил, что другая часть развлекательной индустрии должна последовать примеру Marvel. Тем не менее, доктор Леон Музави из Ливерпульского университета выразил мнение, что семья персонажа укрепит стереотип о строгих мусульманских родителях и что способность Камалы менять внешность напоминает некоторые анти-исламские стереотипы, такие как Такия, дающему право любому верующему человеку отрицать свою веру или совершать иные беззаконные и богохульные действия, когда он подвергается риску преследования. Политический сатирик Стивен Кольбер пошутил о решении Marvel ввести мусульманскую супергероиню во время своего телешоу. В своём Twitter аккаунте, комик Конан О’Брайен связал религию персонажа с многожёнством, но затем удалил сообщение из-за общественной реакции.

### Критическое восприятие
Меган Дэймор из Comic Book Resources сказала: «Нет ничего, за что можно не любить Ms. Marvel #1: каждый персонаж хорошо создан и отличителен; сюжет, написанный с любовью; тщательно спланированная и временами совершенно смешная картинка». Джен Арбрамян из Comic Vine сказала: «Ms. Marvel восхитительно дебютировала, показав уверенность и сердце даже перед тем, когда она надевает маску. Камала не является вашей среднестатистической героиней и её история, кажется, движется в захватывающем направлении». Джошуа Йел из IGN сказал: «Ms. Marvel вводит обладающего своими проблемами живого персонажа, которого вы не сможете не полюбить». Джордж Марстон из Newsarama заявил: "Ms. Marvel — твёрдый дебютный выпуск, что является победой не только для Дж. Уиллоу Уилсон и Адриана Альфоны, но и для самих Marvel Comics… Камала Хан не является первым нерадивым подростком за долгую историю Marvel, однако Ms. Marvel — один из самых сильных дебютов нового персонажа, которые Marvel провели за долгое время.

### Награды
| Год  | Награда                                     | Категория                  | Номинант                                                           | Результат | Ссылка |
| ---- | ------------------------------------------- | -------------------------- | ------------------------------------------------------------------ | --------- | ------ |
| 2015 | Премия Хьюго                                | Лучшая графическая история | Ms. Marvel Volume 1: No Normal                                     | Победа    | [ 28 ] |
| 2015 | Премия Айснера                              | Новая серия                | Ms. Marvel от Дж. Уиллоу Уилсон и Адриана Альфоны                  | Номинация | [ 29 ] |
| 2015 | Премия Айснера                              | Сценарист                  | Дж. Уиллоу Уилсон, Ms. Marvel                                      | Номинация |        |
| 2015 | Премия Айснера                              | Художник                   | Адриан Альфона, Ms. Marvel                                         | Номинация |        |
| 2015 | Премия Айснера                              | Обложка                    | Джейми Маккелви/Мэттью Уилсон, The Wicked + The Divine; Ms. Marvel | Номинация |        |
| 2015 | Премия Айснера                              | Шрифт                      | Джо Карамагна, Ms. Marvel, Daredevil                               | Номинация |        |
| 2015 | Премия Харви                                | Лучшая новая серия         | Ms. Marvel, Marvel Comics                                          | Номинация | [ 30 ] |
| 2015 | Премия Харви                                | Лучший сценарист           | Дж. Уиллоу Уилсон, Ms. Marvel, Marvel Comics                       | Номинация |        |
| 2015 | Премия Джо Шустера                          | Выдающийся художник        | Адриан Альфона, Ms. Marvel                                         | Победа    | [ 31 ] |
| 2016 | Международный фестиваль комиксов в Ангулеме | Приз за серию              | Ms. Marvel, от Адриана Альфона и Дж. Уиллоу Уилсон                 | Победа    | [ 32 ] |
| 2016 | Премия Айснера                              | Лучший сценарист           | Дж. Уиллоу Уилсон, Ms. Marvel                                      | Номинация | [ 33 ] |
| 2016 | Премия Харви                                | Лучший сценарист           | Дж. Уиллоу Уилсон, Ms. Marvel, Marvel Comics                       | Номинация | [ 34 ] |
| 2016 | Премия Дракона                              | Лучший комикс              | Ms. Marvel                                                         | Победа    | [ 35 ] |

### Продажи
Ms. Marvel Volume 1: No Normal была самым продаваемым графическим романом за октябрь 2014 года, а в ноябре того же года он занял второе место в списке бестселлеров по версии The New York Times среди графических романов в мягкой обложке. В апреле 2015 года Ms. Marvel Volume 2: Generation Why занял четвёртое место в списке бестселлеров по версии The New York Times. В июле 2015 года Ms. Marvel Volume 3: Crushed занял третье место в списке бестселлеров по версии The New York Times.

## Культурное влияние

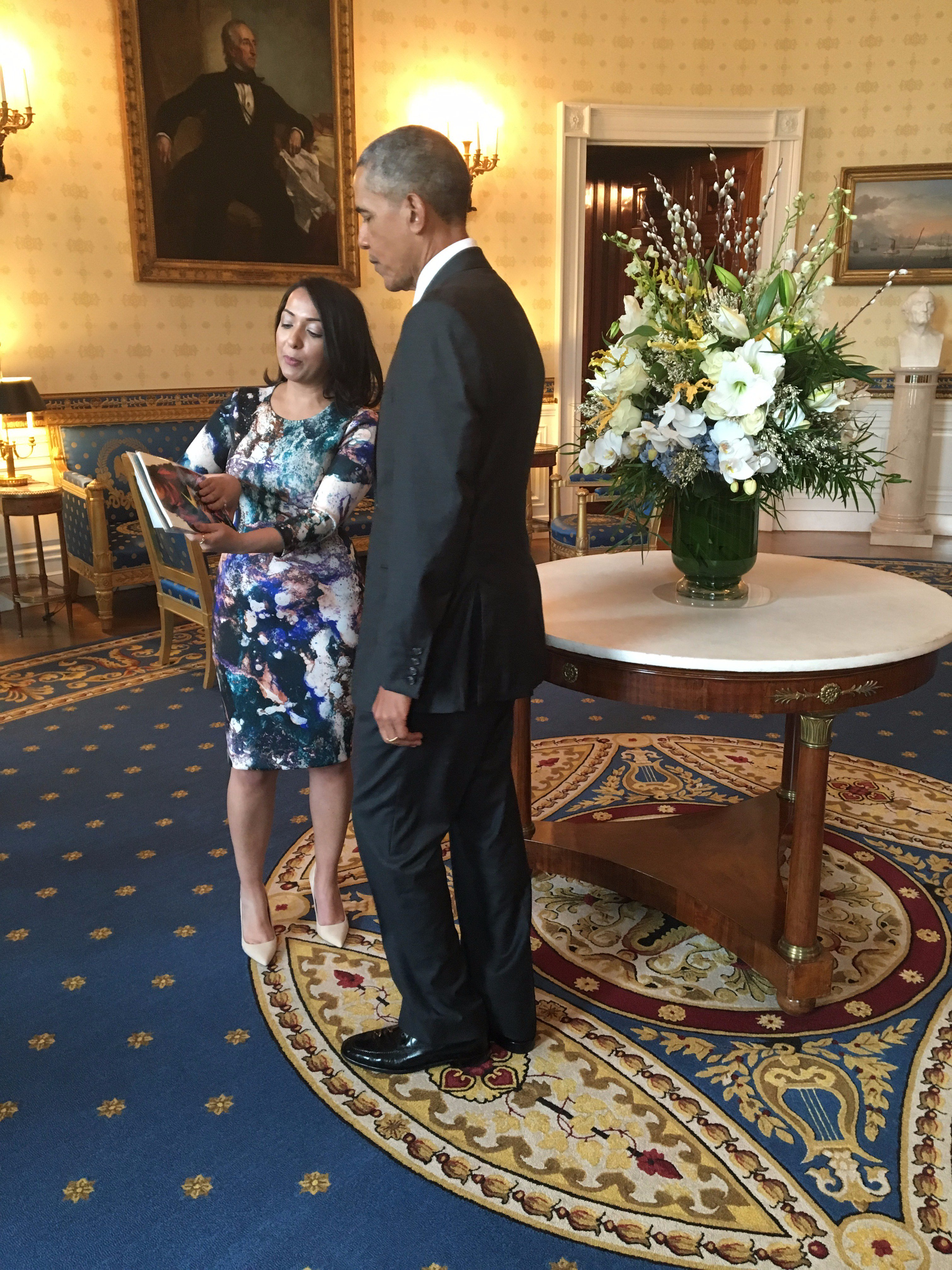
Автор персонажа Сана Аманат представляет президенту Бараку Обаме копию Ms. Marvel Vol. 1 на месячнике истории женщин

- В январе 2015 года, образы Камалы начали появляться поверх анти-исламской рекламы на городских автобусах в Сан-Франциско. Реклама, приобретённая организацией «Американская инициатива в защиту обороны», которая приравнивает ислам к нацизму. Городские лидеры и SFMTA заявили, что, несмотря на жалобы со стороны общественности, они не могут сделать ничего, чтобы остановить анти-исламскую рекламу из-за права на свободу слова. В своём блоге, глава «Американской инициативы в защиту обороны» Памела Геллер назвала уличных художников «сторонниками превосходства преступности». Дж. Уиллоу Уилсон была восхищена использованием своего персонажа в качестве фигуры протеста: «Какой-то удивительный человек закрасил анти-мусульманские автобусные объявления граффити Мисс Марвел… на мой взгляд, граффити являются ответной реакцией на разговоры о свободе слова. Вызов и ответ. Аргумент и контраргумент»[40].
- В марте 2016 года Сана Аманат встретилась с президентом США Бараком Обамой на месячнике истории женщин в Белом доме. В своей вступительной речи Обама сказал: «Мисс Марвел может быть вашим комиксовым созданием, но мне кажется, что для многих молодых юношей и девушек настоящей супергероиней является Сана»[41].
- В октябре 2016 года Камала появилась на обложке The Village Voice, созданной Отемом Уайтхерстом, как дань уважения постера «We Can Do It!» Дж. Говарда Миллера[англ.]. Обложка сопровождается статьёй Маллика Рао под названием «Супергероиня нашего времени: Мисс Марвел спасёт вас сейчас», говоря о большом разнообразии персонажей комиксов, авторов и фанатов[42].

## Вне комиксов

### Кинематографическая вселенная Marvel
- В мае 2018 года глава Marvel Studios Кевин Файги заявил, что у него есть планы по появлению Камалы Хан в Кинематографической вселенной Marvel после выхода фильма «Капитан Марвел» 2019 года[43]. Исполнительница главной роли, Бри Ларсон также выразила интерес в появлении Камалы в потенциальном сиквеле.
- Камала стала главной героиней сериала «Мисс Марвел» на стриминг-сервисе Disney+[44]. Роль исполняет Иман Веллани.
- После дебюта в собственном сольном сериале Камала Хан появилась в полнометражном фильме «Капитан Марвел 2» (2023).

### Аудиокниги
- В августе 2016 года GraphicAudio выпустили книгу Ms. Marvel: No Normal, представляющую собой адаптацию первых пяти выпусков серии комиксов в аудио формате. До этого GraphicAudio и Marvel никогда ни прибегали к взаимному сотрудничеству. Менеджер Marvel Джефф Рейнгольд заявил: «Проблема заключалась в передаче комической визуализации в строго звуковую форму без использования рассказчика в качестве третьего лица»[45].

### Книги
- В марте 2016 года Marvel Press объявили о своём намерении выпустить 128-страничную главу книги под названием Ms. Marvel: Fists of Fury в октябре 2017 года. Согласно официальному синопсису, сюжет будет рассказывать об издевательстве над персонажем из-за её пола и происхождения[46].

### Кино
- Камала Хан появляется в полнометражном мультфильме «Восход Marvel: Тайные воины», озвученная Кэтрин Хавари[47][48].

### Телевидение
- Первое появление Камалы Хан на телевидении состоялось в третьем сезоне мультсериала «Мстители, общий сбор!» (переименованном в Мстители: Революция Альтрона),[49] где её озвучила Кэтрин Хавари[50]. Она появляется в качестве камео в эпизоде «Состояние нелюдей», перед своим полноценным дебютом в серии «Нечего так детишки»[51].
- Камала появляется в мультсериале «Человек-паук» 2017 года, где её озвучила Кэтрин Хавари[48][52].
- Хавари повторила роль Каманы Хан в «Восход Marvel»[48].
- Хавари вновь озвучила Мисс Марвел в «Восход Marvel: Железное сердце»[53].

### Видеоигры
- Камала появляется в игре под названием «Marvel Puzzle Quest», разработанной D3 Publisher[54].
- Камала является играбельным персонажем в «Lego Marvel’s Avengers»,[55] озвученная Эшли Бёрч[56] и Lego Marvel Super Heroes 2.
- Камала появляется в качестве играбельного персонажа в мобильной игре «Marvel Avengers Academy»,[57] где её озвучила Приянка Чопра[58].
- Мисс Марвел является играбельным персонажем в мобильной игре «Marvel: Future Fight»[59].
- Камала Хан является играбельным персонажем в мобильной игре «Marvel: Strike Force»
- Камала Хан в качестве Мисс Марвел является играбельным персонажем в мобильной игре «Marvel: Contest of Champions»[60].
- Мисс Марвел является вспомогательным персонажем в игре «Marvel Heroes»,[61] вновь озвученная Кэтрин Хавари.
- Камала фигурирует в игре «Zen Pinball 2», в рамках DLC «Women of Power»[62].
- Камала является играбельным персонажем в игре «Marvel’s Avengers».